# Богданівка (Бобринецька міська громада)
Богда́нівка — село в Україні, у Бобринецькій міській територіальній громаді Кропивницького району Кіровоградської області. Населення становить 160 осіб.

## Географія
Селом тече річка Балка Херсунова.

## Історія
За радянських часів і до 2016 року село носило назву Фрунзе.
Село належало до Бобринецького району до його ліквідації 17 липня 2020 року.

## Населення
Згідно з переписом УРСР 1989 року чисельність наявного населення села становила 192 особи, з яких 80 чоловіків та 112 жінок.
За переписом населення України 2001 року в селі мешкало 158 осіб.

### Мова
Розподіл населення за рідною мовою за даними перепису 2001 року:
| Мова       | Відсоток |
| ---------- | -------- |
| українська | 88,13 %  |
| російська  | 8,75 %   |
| молдовська | 3,13 %   |